# Liste des phares de Malte

Carte de Malte

Liste des phares de Malte : Malte se situe au centre de la mer Méditerranée et se compose d'une grande île du nom de Malte et de deux autres îles, Gozo et Comino. Indépendant jusqu'en 1798 Malte a été capturée par Napoléon puis est devenue une colonie britannique en 1814. Malte a repris son indépendance en 1964 et rejoint l'Union européenne en 2004.
Les aides à la navigation sont exploitées et entretenues par la Malta Maritime Authority (en)

## Gozo

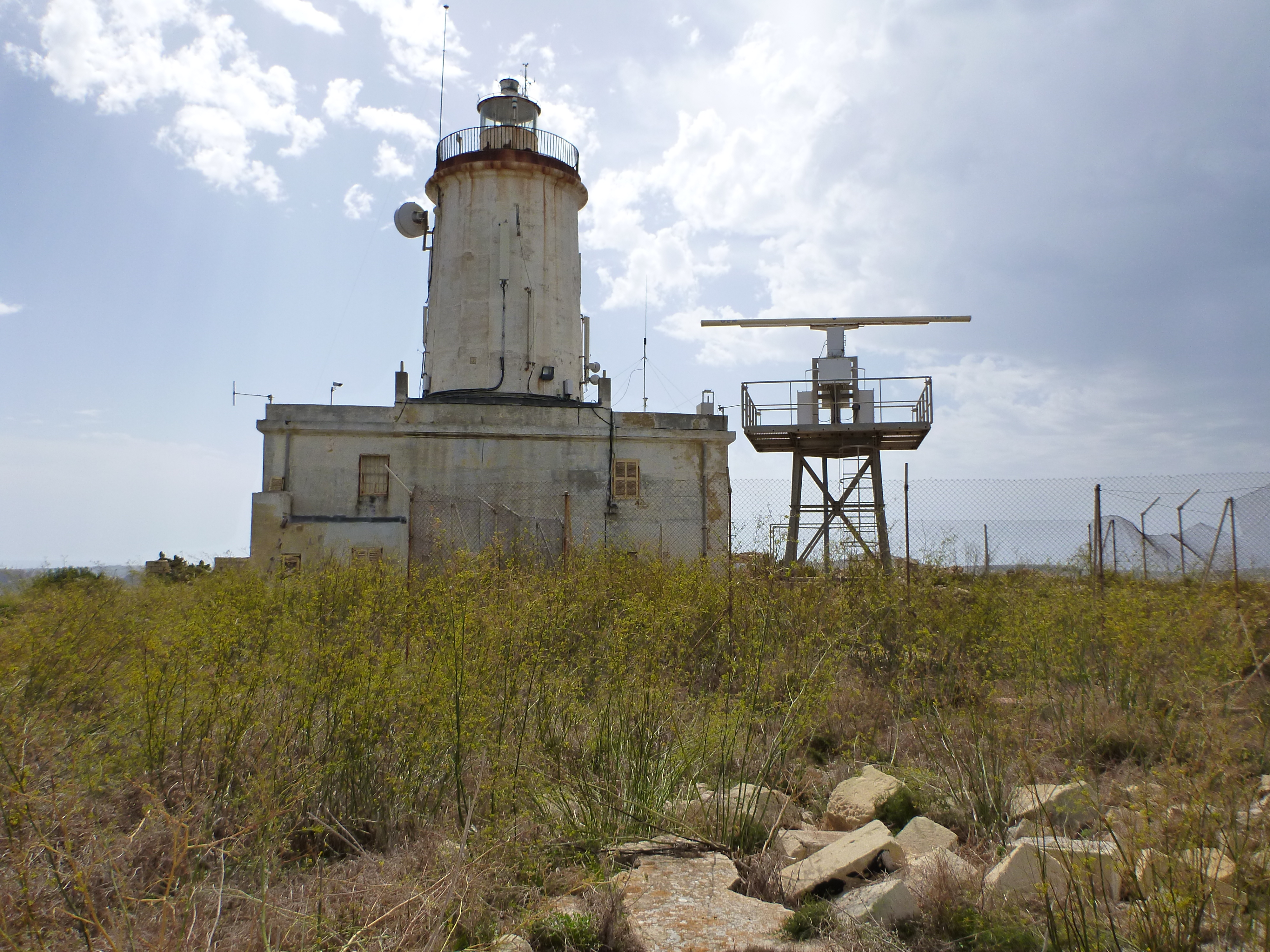
Ta' Gurdan

- Phare de Ta' Gurdan (L-Għasri)
- Mġarr :
  - Phare de Mġarr (sud)
  - Phare de Mġarr (nord)

## Malte

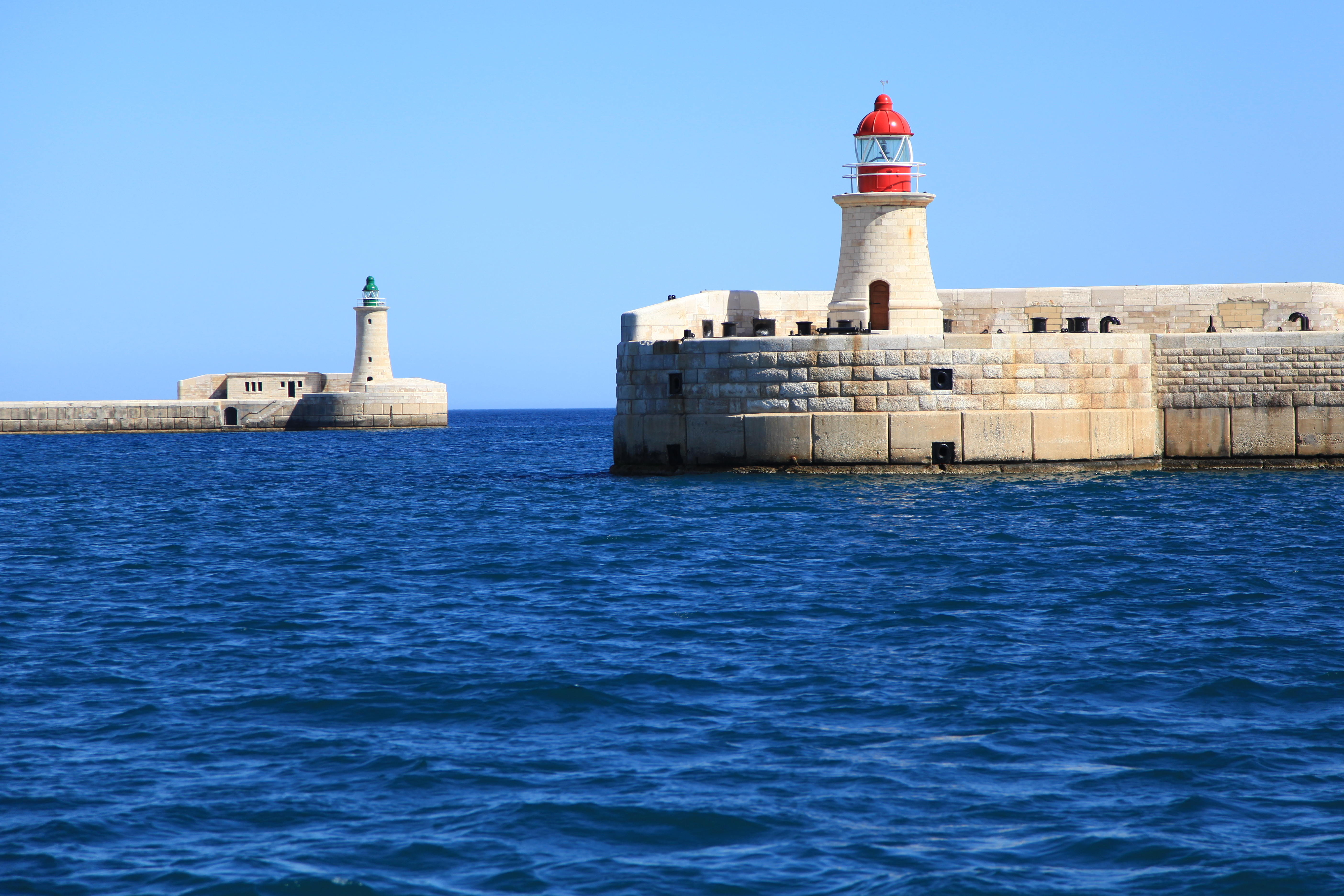
La Valette

- Phare de Portomaso (San Ġiljan)
- La Valette :
  - Phare du Fort Saint-Elme
  - Phare du Grand Harbour (ouest)
  - Phare du Grand Harbour (est)
- Marsaxlokk :
  - Phare de Delimara (1855)
  - Phare de Delimara (1990)